# Gretel Ammann
Margarita Ammann Martínez (Donostia, 17 de gener de 1947 – Barcelona, 2 de maig de 2000), coneguda amb el nom de Gretel Ammann, va ser una feminista radical, lesbiana separatista, filòsofa, assagista, activista, coneguda per participar en els moviments a favor de la pau i el desarmament, de l'ecologia i dels drets humans. És l'única filòsofa catalana que apareix en el Philosophie Magazine. La puissance des femmes.

## Biografia
Va néixer a Donostia, de mare basca i pare austríac, fugitiu de l'Alemanya nazi. Quan tenia dos anys la família es va traslladar a Barcelona, on va viure fins al final de la seva vida. Des de petita es va instruir en diferents disciplines artístiques, en l'escriptura, el dibuix, la fotografia i la música. Va estudiar batxillerat i primària a l'escola alemanya de Barcelona, on va crear la seva primera revista, molt crítica amb la política del centre, per la qual cosa va ser convidada a abandonar-lo. Va cursar 6è de batxillerat a l'Institut Maragall, on va conèixer i es va enamorar d'una companya. En saber-ho, els seus pares la van obligar a triar entre un tractament psiquiàtric a Barcelona per a «guarir-se» del lesbianisme o anar a un internat a Suïssa, va triar quedar-se per estar més prop de la seva companya.
Va cursar Filosofia i Lletres a la Universitat de Barcelona, i ja en el primer curs, va organitzar una lectura pública de poemes en què va participar amb la seva poesia i acompanyant el recital a la guitarra amb música composta per ella mateixa. També creà una revista d'estudiants.
Al 1971 va anar a viure durant un any a París, on va estudiar a la Sorbona i va aprendre-hi francès. Tenia molta facilitat per als idiomes, en va arribar a parlar correctament cinc. De retorn a Barcelona va treballar a diverses escoles i acadèmies abans d'entrar a l'Escola Tramuntana, al barri del Carmel.

## Activisme
La seva implicació amb les famílies obreres la va portar a instal·lar-se al mateix barri en el qual treballava, el Carmel, i a involucrar-se en les reivindicacions veïnals i les de l'escola.
Militant en diferents partits i col·lectius, en els quals va treballar des de la clandestinitat, el 1976 es va afiliar al Moviment Comunista de Catalunya, de tendència trotskista. Era una dona compromesa i inquieta, que va participar activament en els moviments a favor de la pau i el desarmament, de l'ecologia i dels drets humans.
Va ser, abans de res, activista del moviment feminista i defensora dels drets de les dones. Va encapçalar les reivindicacions de les lesbianes tant a l'Estat espanyol com a Catalunya.

## Feminisme
Dona polifacètica i de molta energia, durant tota la seva vida va combinar la militància i l'activisme amb el seu vessant artístic. Des de molt jove va participar en la creació i promoció de grups de dones i publicacions, la majoria finançats amb els seus propis diners.
El 1976 va participar en les primeres Jornades Catalanes de la Dona. Al 1978 creà el primer grup musical de dones. Al 1979 presenta en les II Jornades Estatals sobre la Dona a Granada el seu treball «Feminisme de la diferència», que va servir de punt de partida per a la llarga discussió dels feminismes en tot l'Estat que tindria lloc els anys següents.
El 1980 obre, al costat de tres companyes, la primera Casa de la Dona al carrer Cardenal Casañas de Barcelona. A partir d'aquesta data inicia una intensa militància feminista. Ideològicament, es definia com a feminista radical i lesbiana separatista. Tradueix i publica el Manifest SCUM de Valerie Solanas, i participa en la versió espanyola del llibre Els nostres cossos, les nostres vides del col·lectiu de dones de Boston (editorial Icària). El 1981 crea la revista Amazones, publicació exclusiva de creació lesbiana, i participa en el primer programa de televisió sobre lesbianisme emès per una Televisió pública estatal.
El 1984 funda el Centre d'Estudis de la Dona "El Centre", associació sense ànim de lucre de la qual sorgirien diverses entitats i projectes. En aquest espai es va desenvolupar la seva etapa més fructífera, on participa i crea diferents iniciatives de dones, com l'Assemblea de Feministes Independents de Barcelona, l'Associació Cultural de dones La Nostra Illa, Grup Gram Teatre de dones, la primera Escola feminista d'estiu i la Xarxa d'Amazones, que va organitzar en 1987 la Primera Setmana de Lesbianes de Barcelona, amb participació europea.

## Obra
Al 1989 va crear la revista Laberint, la capçalera de la qual afirmava: «Aquesta revista pretén obrir un debat des del Feminisme Radical i el Lesbianisme Separatista. Per a això aporta reflexions, discussió, creacions i informació». Se'n van editar 36 números, l'últim el 1999.
Intervé en totes les reivindicacions d'espais de dones, com Ca la Dona i el Centre de Cultura de Dones Francesca Bonnemaison i en el naixement de la Xarxa Feminista de Catalunya.
La major part del seu treball el va desenvolupar en ponències en congressos, trobades, jornades, reunions i assemblees i, o bé romanen inèdits, o bé s'han publicat com a literatura grisa, aquella que no utilitza els canals habituals de producció i distribució. A la seva mort l'any 2000, la Xarxa Feminista va publicar un llibre recopilatori d'alguns dels seus texts, amb el títol Escrits. El seu arxiu de documentació feminista va ser donat al centre de documentació de Ca la Dona, per la seva companya dels últims 18 anys, Dolors Majoral i Puig.